# 四溴化钋
四溴化钋，化学式 PoBr4，是钋的一种溴化物。

## 制备
四溴化钋可以由溴和钋在 200 °C 至 250 °C 下直接反应而成。
类似四碘化钋，四溴化钋也可以由二氧化钋和溴化氢的反应产生：
{\displaystyle {\ce {PoO2 + 4 HBr -> PoBr4 + 2 H2O}}}

## 性质
四溴化钋是一种浅红色固体，易潮解。它是立方晶系的，空间群 Fm3m (No. 225)，晶格参数 a = 5.6 Å。